# Метті Бенірс
Метті Бенірс (англ. Matty Beniers; нар. 5 листопада 2002, Гінгем) — американський хокеїст, центральний нападник клубу НХЛ «Сіетл Кракен». Гравець збірної команди США.

## Ігрова кар'єра
Метті народився у місті Гінгем.
Хокейну кар'єру розпочав 2018 року в системі з розвитку юніорського хокею США (ХЛСШ).
З 2020 по 2022 роки Метті виступав за університетську команду Мічигану (НКАА).
2021 року був обраний на драфті НХЛ під 2-м загальним номером командою «Сіетл Кракен». 10 квітня 2022 року Бенірс підписав трирічний контракт початкового рівня з «Сіетлом». 12 квітня дебютував у програному матчі 5–3 проти «Калгарі Флеймс» записавши до свого активу результативну передачу. Через чотири дні відзначився і голом у воротах «Нью-Джерсі Девілс».
У 2023 році Бенірс потрапив до числа гравців матчу всіх зірок НХЛ, яку пропустив через травму. 26 червня його було оголошено переможцем меморіального трофея Колдера та нагороди «Новачок року НХЛ».
20 серпня 2024 року сторони домовилися про продовження контракту на 7 років, на суму $50 мільйонів доларів.

## На рівні збірних
У складі юніорської збірної США бронзовий призер чемпіонату світу 2019 року.
У складі молодіжної збірної США став чемпіоном світу у 2021 році.
У складі збірної команди США бронзовий призер 2021 року та чемпіон світу 2025 року.
Брав участь у зимових Олімпійських іграх 2022 року, там збірна США посіла п'яте місце.

## Нагороди та досягнення
- Учасник матчу всіх зірок НХЛ — 2023 (не брав участі через травму).
- Пам'ятний трофей Колдера в складі «Сіетл Кракен» — 2023.
- Молодіжна команда всіх зірок — 2023.
- Чемпіон світу — 2025.

## Статистика

### Клубні виступи
| 2018–19      | США                  | ХЛСШ         | 42  | 10 | 13 | 23  | 16 | —  | — | — | — | — |
| 2019–20      | США                  | ХЛСШ         | 44  | 18 | 23 | 41  | 24 | —  | — | — | — | — |
| 2020–21      | Університет Мічигану | НКАА         | 24  | 10 | 14 | 24  | 0  | —  | — | — | — | — |
| 2021–22      | Університет Мічигану | НКАА         | 37  | 20 | 23 | 43  | 16 | —  | — | — | — | — |
| 2021–22      | Сіетл Кракен         | НХЛ          | 10  | 3  | 6  | 9   | 0  | —  | — | — | — | — |
| 2022–23      | Сіетл Кракен         | НХЛ          | 80  | 24 | 33 | 57  | 2  | 14 | 3 | 4 | 7 | 4 |
| 2023–24      | Сіетл Кракен         | НХЛ          | 77  | 15 | 22 | 37  | 20 | —  | — | — | — | — |
| 2024–25      | Сіетл Кракен         | НХЛ          | 82  | 20 | 23 | 43  | 14 | —  | — | — | — | — |
| Усього в НХЛ | Усього в НХЛ         | Усього в НХЛ | 249 | 62 | 84 | 146 | 36 | 14 | 3 | 4 | 7 | 4 |

### Збірна
| Рік                | Команда            | Турнір             | Місце              | І  | Г | П | О  | ШХ |
| ------------------ | ------------------ | ------------------ | ------------------ | -- | - | - | -- | -- |
| 2019               | США                | ЮЧС18              | 3                  | 7  | 2 | 0 | 2  | 4  |
| 2021               | США                | МЧС                | 1                  | 7  | 1 | 2 | 3  | 2  |
| 2021               | США                | ЧС                 | 3                  | 6  | 1 | 1 | 2  | 2  |
| 2022               | США                | ОІ                 | 5-е                | 4  | 1 | 1 | 2  | 4  |
| 2025               | США                | ЧС                 | 1                  | 10 | 3 | 3 | 6  | 4  |
| Молодіжна збірна   | Молодіжна збірна   | Молодіжна збірна   | Молодіжна збірна   | 14 | 3 | 2 | 5  | 6  |
| Національна збірна | Національна збірна | Національна збірна | Національна збірна | 20 | 5 | 5 | 10 | 10 |